# Ichneumon inversus
Ichneumon inversus är en stekelart som beskrevs av Geoffroy 1785. Ichneumon inversus ingår i släktet Ichneumon och familjen brokparasitsteklar. Inga underarter finns listade i Catalogue of Life.